# Estudios sobre Buffy
Se llaman estudios sobre Buffy (o Buffyología) a los trabajos académicos que tratan sobre la serie de televisión escrita por Josh Whedon llamada Buffy The Vampire Slayer , y forman parte del dominio universitario de los estudios culturales. Su objetivo es el estudio de aspectos sociológicos como el género, la familia o la cultura pop.
Los comienzos de Buffy, de 1997 a 2003, han dado lugar a la publicación de libros y de centenas de artículos que examina los temas de la serie según un gran número de puntos de vista incluyendo la sociología, la psicología, la filosofía y los estudios sobre mujeres. Desde enero del 2001, Slayage: The Online Journal of Buffy Studies ha publicado trimestralmente artículos relacionados con la serie. Fighting the Forces: What's at Stake in Buffy the Vampire Slayer  fue publicado en 2002 y ha sido seguido por otros libros sobre Buffy escritos por universitarios. También ha habido conferencias internacionales sobre el mismo tema. Asignaturas del mundo entero estudian la serie y los institutos de Australia, Nueva Zelanda, Tenerife y Canadá tienen entre sus propuestas estudios sobre la serie. La asignatura puede tomarse  en el curso de la Maestría de los sistemas universitarios anglosajones de Películas y emisiones de televisión de culto en la Universidad de Brunel de Londres.